# 尺別信号場
尺別信号場（しゃくべつしんごうじょう）は、北海道釧路市音別町尺別にある北海道旅客鉄道（JR北海道）根室本線の信号場。電報略号はヤク。事務管理コードは▲110429。旅客営業当時の駅番号はK44。

## 歴史

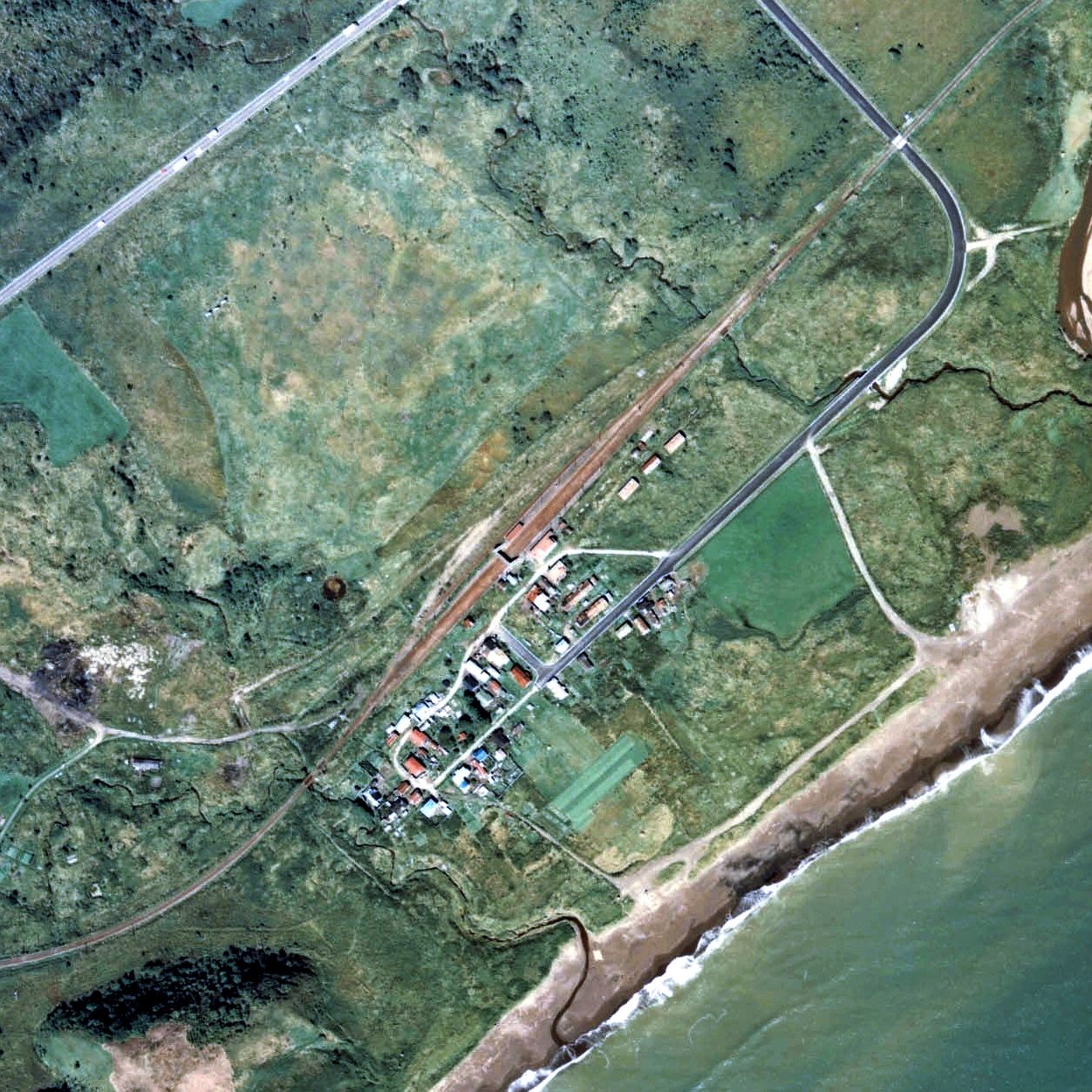
1977年の尺別駅と周囲約750m範囲。右上が根室方面。貨物取扱廃止及び無人化後の姿だが、駅裏の副本線が残され、レールの状態からそれなりに使用頻度があったとみられる。その外側には雄別炭鉱尺別線の岐線跡が草生して残されており、第二次世界大戦末期に撤去された転車台の跡は、その後、炭鉱坑内の炭塵爆発を防ぐ目的で試験的に操業した岩粉工場の沈殿槽として短期間再利用されたが、その跡は現在も残っている。

北日本鉱業が、尺別炭礦運炭軌道（雄別炭鉱尺別線の前身、以下「尺別線」）向け分岐線（車扱貨物積込線）設置予定地点に、1919年（大正8年）7月13日付で信号所設置を願い出たことにより貨物駅として開設され、その後旅客を扱うようになった。
その後尺別炭鉱は1970年（昭和45年）に閉山となり、当駅も2019年（平成31年）3月16日に旅客取り扱いを廃止し、信号場となった。

### 年表
- 1920年（大正9年）
  - 1月22日：北日本鉱業 軽便運炭軌道尺別岐線 - 尺別炭山間（軌間762mm。雄別炭礦尺別鉄道の前身）開業[3]。
  - 4月1日：鉄道院釧路本線（→根室本線）直別駅 - 音別駅間に尺別駅として開業。一車積大貨物のみを取扱[6][5][7][注 2]。
- 1925年（大正14年）2月1日：一般貨物の取扱い開始[8][5][7][9]。
- 1930年（昭和5年）4月1日：旅客・手荷物・小荷物・旅客附随小荷物取扱い開始。一般駅となる[10][5][7][9]。
- 1941年（昭和16年）：雄別炭礦尺別炭礦運炭軌道の別線として軌間1067mmの専用鉄道「尺別炭礦鉄道」敷設工事開始に伴い当駅構内側線等改造[3]。
- 1942年（昭和17年）11月3日：軽便運炭軌道を廃止して専用鉄道の雄別炭礦尺別炭礦鉄道運転開始[9]。一般客を除く炭礦関係者の旅客を取り扱うようになり、約400 m 離れた社尺別駅が当駅との旅客での連絡駅となる[3]。
- 1945年（昭和20年）：尺別炭礦休山により側線及び転車台が遊休施設となったため、転車台を滝川機関区へ移設[3][注 3]。
- 1952年（昭和27年）3月4日：同年の十勝沖地震で駅舎倒壊[5]。
- 1953年（昭和28年）：新駅舎完成。その後減築などを経て駅廃止まで供用[5]。
- 1961年（昭和36年）6月3日：尺別炭礦鉄道が専用鉄道から地方鉄道の尺別鉄道となり[9]、一般旅客扱い及び国鉄との貨物連帯輸送開始[3]。
- 1970年（昭和45年）4月16日：同年2月の炭鉱閉山に伴い雄別炭礦尺別鉄道廃止[9]。
- 1971年（昭和46年）
  - 月日不詳：跨線橋設置。
  - 10月2日：根室本線滝川駅 - 釧路駅間完全CTC・自動信号化に伴い駅員無配置駅となり[11]、簡易委託化[5]。貨物・荷物取扱い廃止[1][12]。
- 1987年（昭和62年）4月1日：国鉄分割民営化によりJR北海道に継承[1]。
- 時期不詳：簡易委託廃止、完全無人化。
- 1995年（平成7年）：廉価版PCまくらぎ（後年、宗谷本線高速化で採用）の試験敷設を構内で実施[13]。
- 1996年（平成8年）度：石勝線・根室線高速化工事に伴い同年度に構内改良[14]。
- 2000年（平成12年）7月14日午前5時56分ごろ：釧路駅発、芽室駅行きの普通列車（気動車5両編成）が横取り装置取り外し忘れによる脱線事故が発生[15]。5両すべてが脱線し、うち2両がホームに接触して、乗客・乗員各1名が軽傷を負う[15]。
- 2018年（平成30年）6月20日：JR北海道が釧路市に対して、当駅を翌年3月に実施予定のダイヤ改正で廃止する検討を伝えた旨が報道される[16]。
- 2019年（平成31年）3月16日：同日のダイヤ改正で旅客取り扱い廃止[17]。尺別信号場となる[5]。

### 信号場名の由来
所在地名より。現在の尺別川を指すアイヌ語に由来するが諸説ある。説としては以下のものが挙げられている。
1. 「夏・川」を表す「サㇰペッ（sak-pet）」[18]
2. 「無い・川」を表す「サㇰペッ（sak-pet）」[18]
3. 「乾かす・川」を表す「サッテペッ（satte-pet）」[18]
4. 「乾く・川」を表す「サッペッ（sat-pet）」[7][18]

これらの名称の由来は夏にこの川で食料を得たため（1.）、夏にその水が乾くため（1.・2.・3.）、水が少なく鮭鱒が遡上しなかったため（4.）などと推測されている。

## 構造
2線を有する列車交換型の信号場。
旅客営業当時は相対式2面2線のホームを持つ地上駅であり、音別駅管理の無人駅であった。
雄別炭鉱尺別線が運用されていた頃の構造は、中線を有する相対式ホーム2面2線で、駅舎直別側に貨物ホームと引込線、本線駅裏側に雄別炭鉱用の留置・仕訳用側線5本及び機回し線1本が釧路側から分岐、機回し線の社尺別駅寄りに転車台を有した。
駅舎は1953年（昭和28年）完成の2代目が、減築・改修などを経て駅廃止まで供用されていた。

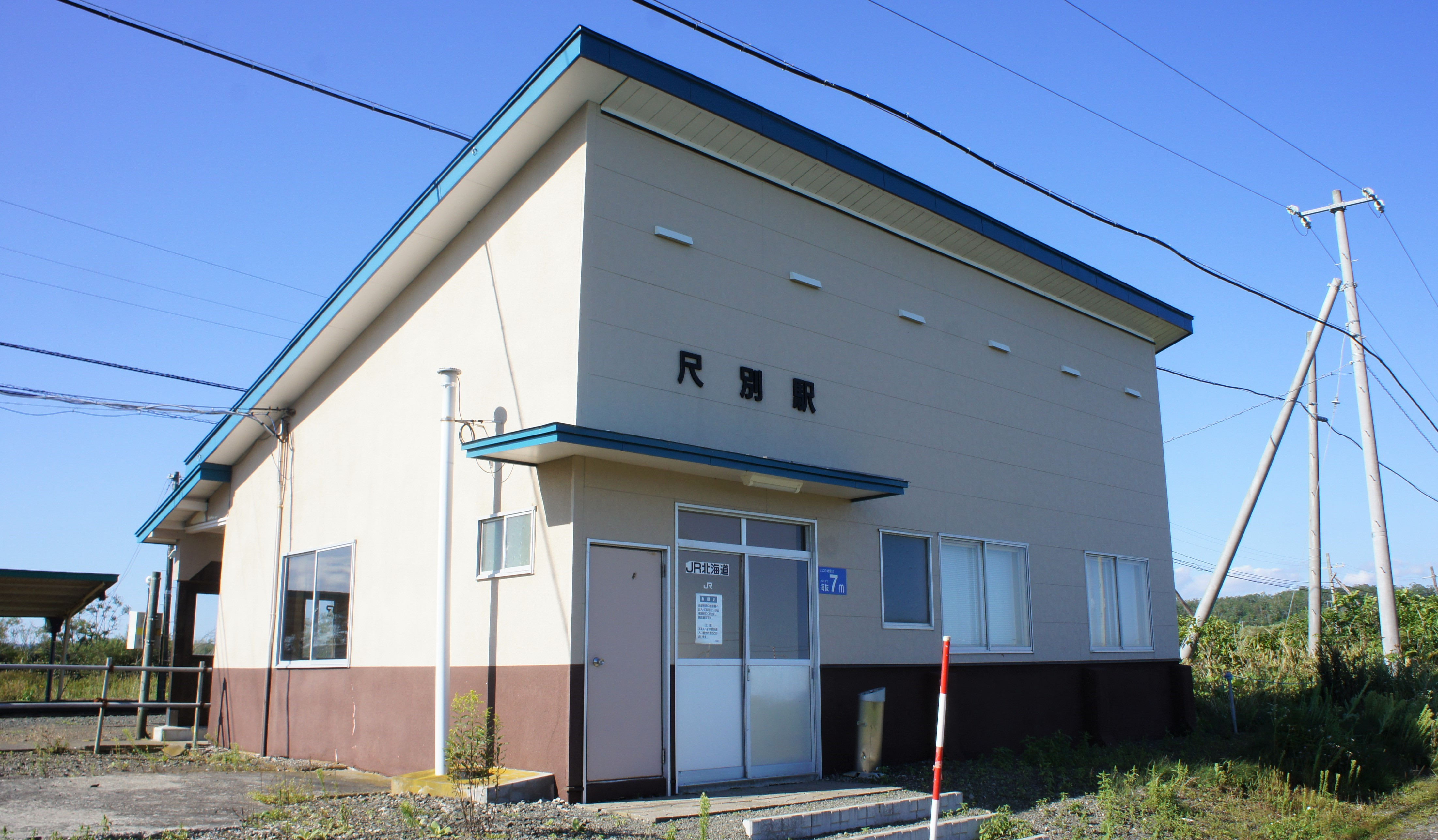
旅客扱い末期の駅舎（2018年9月）
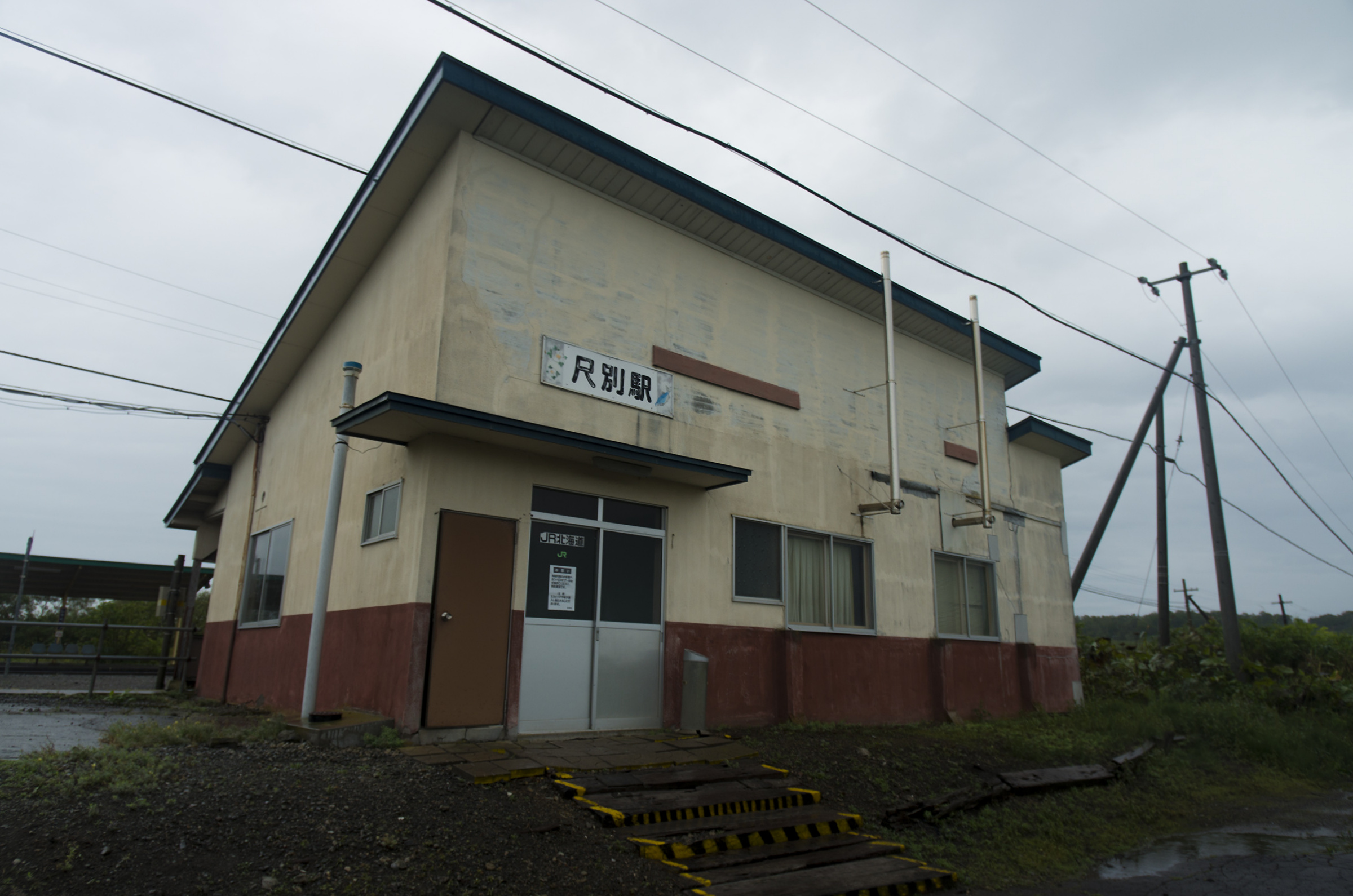
改修前の駅舎（2013年9月）
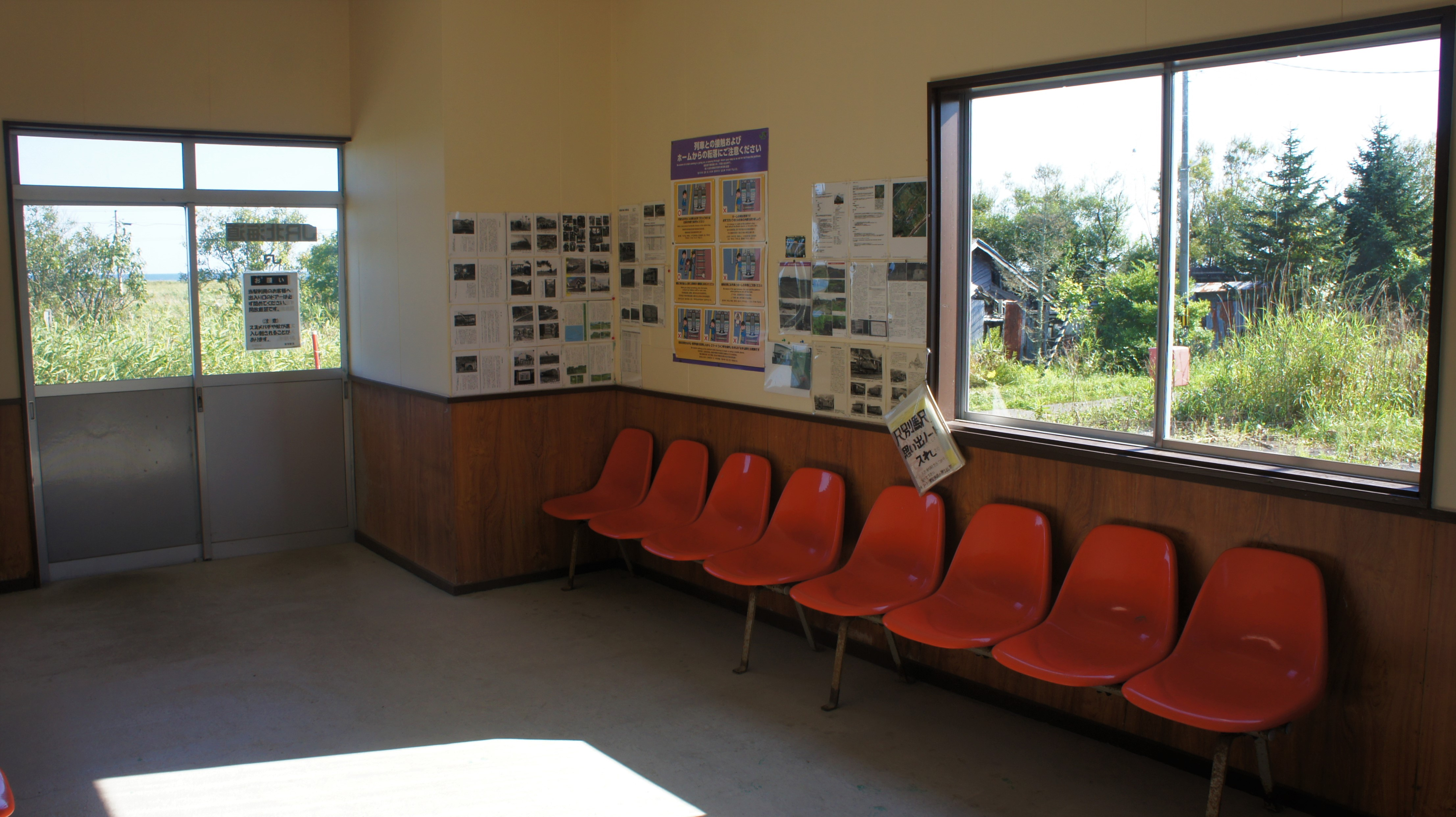
待合室（2018年9月）
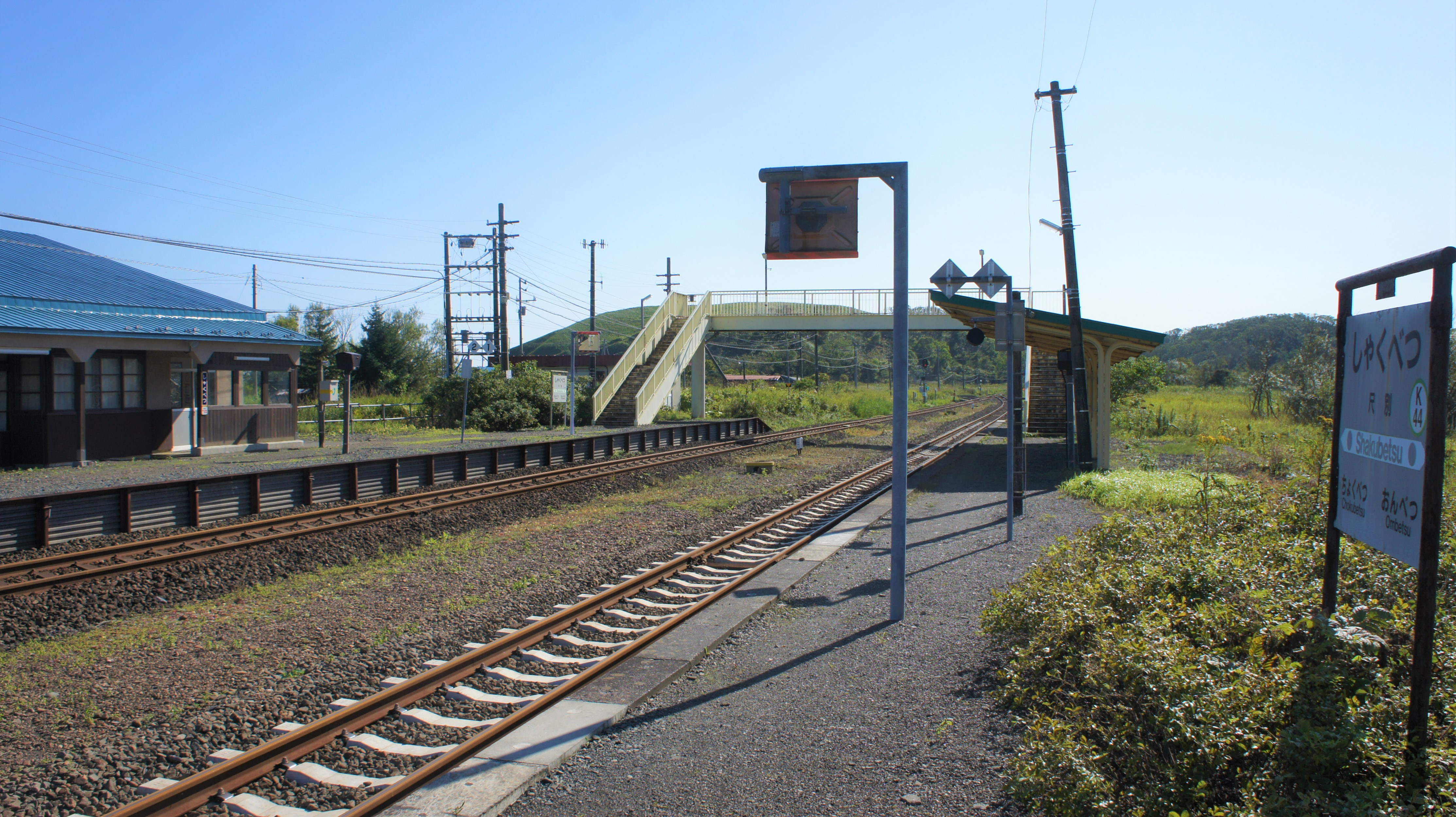
ホーム（2018年9月）
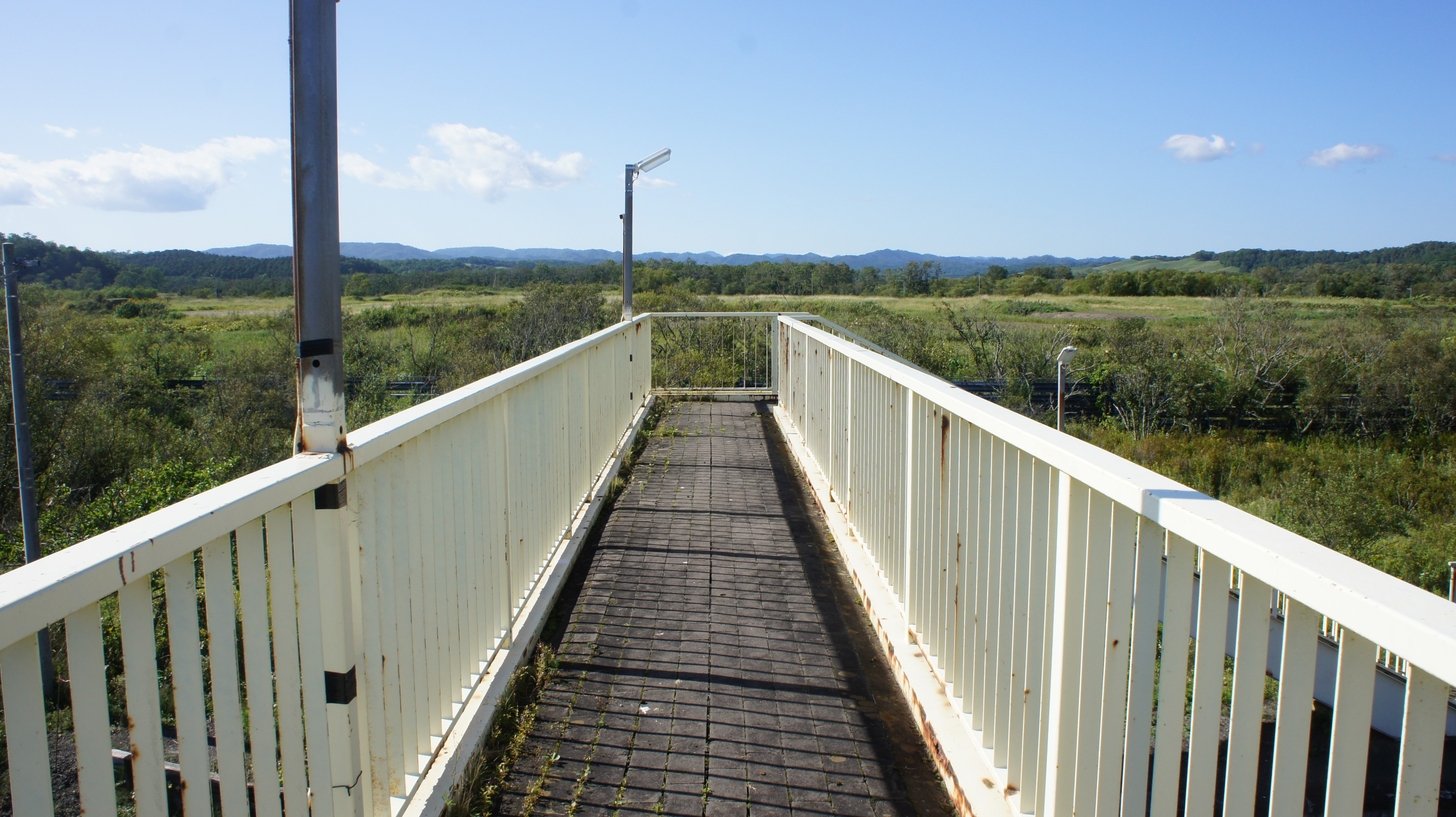
跨線橋（2018年9月）

## 利用状況
炭鉱閉山以前は1日に2000人を超える乗降があったとされる。
- 2011 - 2015年（平成23 - 27年）の乗降人員調査（11月の調査日）平均は「1名以下」[20]。
- 2013 - 2017年（平成25 - 29年）の1日平均乗車人数は1.0人[19]。

## 周辺

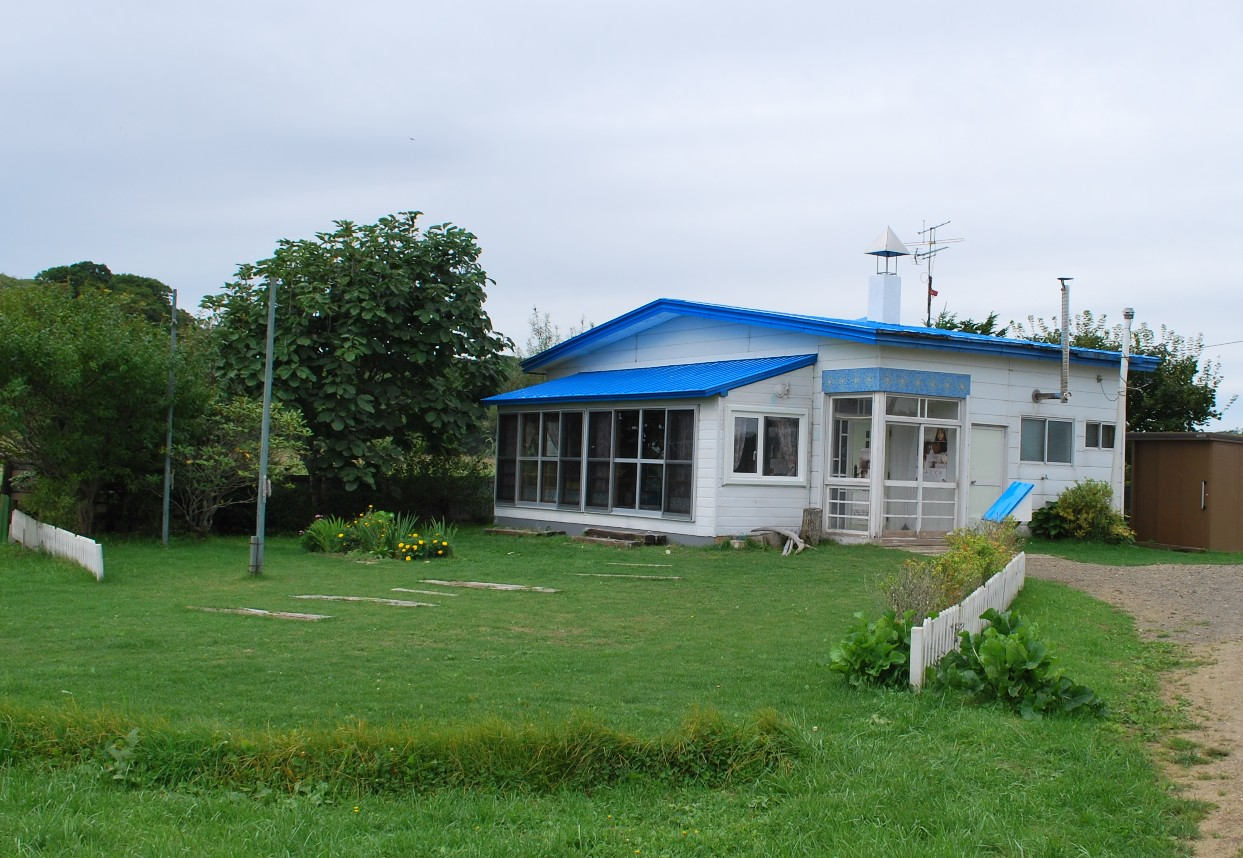
紗枝の家（2010年9月23日撮影）

民家が数軒ある。かつては炭鉱の社宅や国鉄官舎が並び、2019年（平成31年）3月16日付の朝日新聞記事では、元住民の証言として上記以外に食料品店、旅館、パチンコ店などがあったことを紹介している。このほか1966年（昭和41年）3月10日に駅前に簡易郵便局が設置されたが、閉山後の1971年（昭和46年）3月1日に廃止されている。
- 紗枝の家
  - 2010年（平成22年）夏公開の映画『ハナミズキ』に登場する主人公の一人、平沢紗枝（演：新垣結衣）の実家として撮影に使用されたオープンセットが保存されている。
- 北海道道361号尺別尺別停車場線
  - 旧尺別鉄道と並行。内陸に8キロほど入ったあたりに数千人が暮らした大きな市街地があったが閉山により消滅。わずかに街路の跡と崩れた屋根が残るのみ。
- 国道38号

## 隣の駅
北海道旅客鉄道（JR北海道）
■根室本線
厚内駅 (K42) - （直別信号場） - （尺別信号場） - 音別駅 (K45)

## 記録と調査
釧路市立博物館では、廃止になった駅や簡易軌道などの調査と研究を行っており、記録や資料、証言を収集している。2019年（平成31年）3月16日の尺別駅と直別駅の廃止に合わせ、同年3月2日から4月6日、同館常設展示室内においてミニ企画展「尺別駅と直別駅」が開催され、両駅の駅名標や時刻表、行先標などが展示された。また同年9月15日、展示内容とその後の調査結果などをまとめたブックレット『尺別駅と直別駅』が刊行されている。